# 1990 EF7
1990 EF7 är en asteroid i huvudbältet som upptäcktes den 3 mars 1990 av den belgiske astronomen Henri Debehogne vid La Silla-observatoriet.
Asteroiden har en diameter på ungefär 12 kilometer och den tillhör asteroidgruppen Themis.